# Barleben
Barleben är en kommun och ort i Landkreis Börde i förbundslandet Sachsen-Anhalt i Tyskland.